# ГЕС Іст-Тоба-Рівер
ГЕС Іст-Тоба-Рівер — гідроелектростанція на південному заході Канади у провінції Британська Колумбія. Використовує ресурс із річки Іст-Тоба, лівої притоки Тоба, котра впадає у фіорд Тоба (за 160 км на північний захід від Ванкувера з'єднується з протоками, що оточують острів Іст-Редонда зі складу архіпелагу Діскавері).
В межах проекту на Іст-Тоба облаштували бетонну водозабірну споруду, яка спрямовує ресурс до прокладеного по правобережжю підземного водоводу довжиною 5,5 км.
Наземний машинний зал обладнали двома турбінами типу Пелтон потужністю по 73,5 МВт, котрі при напорі у 581 метр повинні забезпечувати виробництво 454 млн кВт-год електроенергії на рік.
Відпрацьована вода по каналу довжиною дещо більше за 0,1 км повертається до Іст-Тоба за сотню метрів від устя.
Видача продукції відбувається по ЛЕП, розрахованій на роботу під напругою 230 кВ.
Проект, введений в експлуатацію у 2010 році, реалізувала компанія Plutonic Power, яка згодом перейменована на Alterra Power, а у 2017-му викуплена корпорацією Innergex.